# 駆け込み乗車
駆け込み乗車（かけこみじょうしゃ）とは、出発のため扉を閉めようとしているバスや列車などの公共交通機関に、急いで乗ろうとする行為を指す。

## 概要
いくつかの理由（以下を参照）で、好ましくない行為や、危険な行為とみなされる事が多い。また、ホームや車内放送では駆け込み乗車をしないようにと放送していることが多い。
列車の場合は一度動き出したら次の駅まで容易に停車することができないが、バスの場合は基本的にどこでも路上ならばドアを開閉できるため、既に出発したバスが信号待ち等で止まっている隙に乗降口ドアに駆け寄ったり、ドアを叩く等をして乗せろと詰めかける者があり、このような場合にバス運転士がクレームを恐れて乗せてしまうこともある。他方、停車本数が一時間に一本以下といった少ない駅では、動き出した列車であっても再び停止して扉を開け、遅れてきた乗客を乗せる姿もみられる。
また、閉まりかけた扉の間に手荷物や傘・杖などの所持品を差し出す者もいる。鉄道車両やバス車両のドアは乗務員の操作により開閉するので、エレベーターなどのセンサー式の自動ドアのように扉の間に物を差し出しても自動では開かず、危険行為でもあるため鉄道事業者では行わないよう呼び掛けている。

## 問題点
- 所定の発車時刻、到着時刻から遅れる原因になり、公共交通機関の円滑な運行の妨害になる。
- 扉に挟まれる可能性が高く、万一の場合、怪我をする原因になる。
  - 圧縮空気や電磁石で駆動している扉の圧力は大きく、挟まれること自体が危険である。薄着で腕などを挟まれると痣になる位の力がかかる。
  - 扉に身体・衣服・所持品の一部が挟まった場合に、乗務員がそれに気づかずに発車させてしまうことがある。このとき車両の外側から挟まっている場合、発車した車両に引きずられて怪我をしたり、最悪の場合は死亡事故につながる可能性もありうる。通常、列車は扉が完全に閉まることで運転台の戸閉ランプが点灯し、発車できるようになる仕組みになっているが、衣服など薄い物が挟まった状態で扉の隙間が小さい場合は、扉が閉まったと誤認され、戸閉ランプが点灯してしまうことがある。1978年の阪急電鉄十三駅扉挟み死亡事故や1995年の三島駅乗客転落事故、2007年の山手線ベビーカー引きずり事故などは、その代表例といえる。
- 駆け込んだ時、勢い余って扉に衝突した場合、タンコブができたり、場合によっては扉を壊す危険性もある。
- 駆け込んだ時に、他の乗客と接触したり、衝突したりする危険性がある。
- そもそも、ホームや駅の階段などを走る事になるため、転倒や衝突の原因となり、危険である。
- 物（特に傘）をドアに挟んだまま発車してしまい、飛び出た部分が対向列車やホームの乗客に接触してしまう恐れがある。
- 財布や携帯電話などの所持品を落としたり、紛失したりする原因にもなりうる。

なお、一部の鉄道事業者では、駆け込み乗車防止のため発車（ドアを閉める）前に大音量のベルやチャイム・メロディを鳴らしているが、これがかえって駆け込み誘発の原因となっている可能性も指摘されており、東日本旅客鉄道（JR東日本）では、意図的にメロディの鳴らし方を変更するなどの実験も行っている。